# Хярё, Клаус
Клаус Хярё (фин. Klaus Juhani Härö; род. 31 марта 1971[…], Порвоо, Уусимаа[…]) — финский кинорежиссёр, сценарист, продюсер.
Образование: Университет искусств (фин. Taideteollinen korkeakoulu (TAIK)), кинематографический факультет, режиссёрское и сценарное отделение, магистр искусств 1999.
В 2003 году Клаус Хярё был награждён призом Ингмара Бергмана, победитель которого избирался самим режиссёром Бергманом.
В декабре 2015 года фильм «Фехтовальщик» был номинирован на премию Золотой глобус в номинации «Лучший фильм на иностранном языке», однако не получил награды.

## Фильмография
- 1993 — Johannes 10-11 år (Johannes 10-11 v.) (короткометражный)
- 1995 — Jagande efter vind (Tuulen tavoittelua) (короткометражный)
- 1997 — Maraton (lyhytelokuva)
- 1998 — Två kärlekar (Kaksi rakkautta) (документальный)
- 1998 — Ofödda poeters sällskap (Syntymättömien runoilijoiden seura) (документальный)
- 1998 — Monica Penn: «Ground Rush» (музыкальный видеоклип)
- 1998 — Nattflykt (Yölento) (короткометражный)
- 1999 — Sommartider (Samassa veneessä) (короткометражный)
- 1999 — Hem över havet (Meren yli kotiin) (документальный)
- 1999 — «Ночной полёт» фин. Yölento / швед. Nattflykt (28 мин.)
- 2000 — Gator av guld (Kadut kuin kultaa) (документальный)
- 2001 — Три желания / фин. Kolme toivetta / швед. Tre önskningar
- 2002 — «Элина, словно меня и не было» / фин. Näkymätön Elina / швед. Elina - som om jag inte fanns (77 мин.)
- 2003 — «Статист» швед. Statisten / фин. Statisti (документальный, 50 мин.)
- 2005 — «Главная роль» швед. Huvudrollen / фин. Päärooli (29 мин.)
- 2005 — «Моя лучшая мама» / фин. Äideistä parhain
- 2007 — «Новый человек» / швед. Den nya människan / фин. Uusi ihminen
- 2009 — «Письма отцу Якобу» / фин. Postia pappi Jaakobille
- 2015 — «Фехтовальщик» / фин. Miekkailija. В марте 2016 года фильм получил главную кинематографическую премию Финляндии — премию Юсси — в номинации «лучший фильм года»[8].
- 2019 — «Неизвестный художник» / фин. Tuntematon mestari